# Samuel Baláž
Samuel Baláž (* 25. August 1998 in Bratislava) ist ein slowakischer Kanute.

## Karriere
Seine ersten internationalen Erfolge feierte Baláž 2018 im Vierer-Kajak über 1000 Meter, als er sowohl bei den Europameisterschaften in Belgrad als auch den Weltmeisterschaften in Montemor-o-Velho die Silbermedaille gewann. Im Jahr darauf belegte er ebenfalls im Vierer-Kajak, diesmal aber auf der 500-Meter-Distanz, bei den Weltmeisterschaften in Szeged und den Europaspielen in Minsk jeweils den dritten Platz. In dieser Disziplin sicherte er sich 2021 bei den Europameisterschaften in Posen und den Weltmeisterschaften in Kopenhagen jeweils Silber. Im Zweier-Kajak gelang ihm außerdem bei den Weltmeisterschaften über 500 Meter mit Denis Myšák der Gewinn der Bronzemedaille, während er bei den Europameisterschaften über 1000 Meter mit Adam Botek einmal mehr Vizeeuropameister wurde.
Bei den ebenfalls 2021 ausgetragenen Olympischen Spielen 2020 in Tokio nahm Baláž an zwei Wettbewerben teil. Mit Adam Botek gelang ihm im Zweier-Kajak auf der 1000-Meter-Strecke nach Rang drei im Vorlauf und Rang zwei im Viertelfinale lediglich ein sechster Platz im Halbfinale, womit sie nur das B-Finale erreichten. Dieses beendeten sie auf dem zweiten Rang und damit Gesamtplatz zehn. Im Vierer-Kajak über 500 Meter belegte er mit Adam Botek, Denis Myšák und Erik Vlček zunächst sowohl im Vor- als auch im Halbfinallauf den zweiten Platz, ehe sich die Slowaken im Endlauf dem deutschen und dem spanischen Vierer-Kajak geschlagen geben mussten. In 1:23,534 Minuten überquerten sie eine Sekunde hinter den Spaniern und eine Zehntelsekunden vor den unter dem Namen „ROC“ antretenden Russen als Dritte die Ziellinie und gewannen somit die Bronzemedaille.